# Kathryn Drysdale
Kathryn Drysdale (* 1. Dezember 1981 in Wigan) ist eine britische Schauspielerin.

## Persönliches
Drysdale wurde von einem afrokaribischen Vater und einer weißen Mutter geboren, aber eine Woche nach ihrer Geburt von weißen Eltern adoptiert, bei denen sie im britischen Wigan als eines von wenigen schwarzen Kindern aufwuchs und von anderen Mädchen gehänselt wurde.

## Karriere
Drysdales Fernsehkarriere begann um die Jahrtausendwende. Bereits 2001 erhielt sie eine langfristige Rolle in der britischen Sitcom Two Pints of Lager and a Pack of Crisps, in der sie bis 2009 für acht Staffeln in siebzig Episoden spielte. Weitere Serienrollen über mehrere Episoden hatte sie etwa in der Zwischenzeit 2006 in der Miniserie Tripping Over und 2011 in der vierten Staffel von Benidorm. Ab 2016 verkörperte sie in The Windsors, einer Parodie auf die britische Königsfamilie, die fiktionalisierte Version von Meghan Markle. Seit 2020 spielt Drysdale in der Netflix-Serie Bridgerton die Schneiderin Madame Delacroix.

## Filmografie
- 1999: People Like Us (Fernsehserie, 1 Episode)
- 2000: Der Preis des Verbrechens (Fernsehserie, 1 Episode)
- 2001: The Glass (Fernsehserie, 1 Episode)
- 2001: Chambers (Fernsehserie, 1 Episode)
- 2001–2009: Two Pints of Lager and a Packet of Crisps (Fernsehserie, 70 Episoden)
- 2002: The Vice (Fernsehserie, 1 Episode)
- 2003: Rockface (Fernsehserie, 2 Episoden)
- 2003: Ultimate Force (Fernsehserie, 1 Episode)
- 2003: Holby City (Fernsehserie, 1 Episode)
- 2003: Merseybeat (Fernsehserie, 1 Episode)
- 2003: Doctors (Fernsehserie, 1 Episode)
- 2004: Vanity Fair – Jahrmarkt der Eitelkeit (Vanity Fair, Film)
- 2005: Zemanovaload
- 2006: Doctor Who (Fernsehserie, Episode 02x06)
- 2006: Tripping Over (Miniserie, 6 Episoden)
- 2007: Coming Up (Fernsehserie, 1 Episode)
- 2007: Die Girls von St. Trinian (St. Trinian’s, Film)
- 2010: Any Human Heart – Eines Menschen Herz (Any Human Heart, Miniserie, 1 Episode)
- 2011: Benidorm (Fernsehserie, 6 Episoden)
- 2013: One Chance – Einmal im Leben (One Chance, Film)
- 2013: The Psychopath Next Door (Fernsehfilm)
- 2014: Death in Paradise (Fernsehserie, 1 Episode)
- 2015: Suspects (Fernsehserie, 1 Episode)
- 2015: Horrible Histories (Fernsehserie, 1 Episode)
- 2015: Urban and the Shed Crew (Film)
- 2015–2017: Bottersnikes & Gumble (Animationsserie, 18 Episoden, Synchronstimme)
- 2016: New Blood – Tod in London (New Blood, Fernsehserie, 3 Episoden)
- 2016: Zapped (Fernsehserie, 2 Episoden)
- 2016–2020: The Windsors (Fernsehserie, 10 Episoden)
- 2017: Thunderbirds Are Go (Animationsserie, 1 Episode, Synchronstimme)
- 2017–2020: Dennis & Fletscher – Blämtastisch! (Dennis & Gnasher: Unleashed, Animationsserie, 17 Episoden, Synchronstimme)
- 2018: Plebs (Fernsehserie, 1 Episode)
- 2018: The Queen and I (Fernsehfilm)
- 2020: The Hollow (Fernsehfilm)
- seit 2020: Bridgerton (Fernsehserie)
- 2021–2022: Circle Square (Animationsserie, 21 Episoden, Synchronstimme)
- 2022: The Bubble (Film)
- 2022: Lloyd of the Flies (Animationsserie, 4 Episoden, Synchronstimme)
- 2022: Weihnachten auf der Mistelzweigfarm (Christmas in the Mistletoe Farm)

## Theaterauftritte
- 2001: 23:59 (Crucible Theatre)
- 2006: Catch (Royal Court Theatre)
- 2008: Ein Sommernachtstraum (A Midsummer Night’s Dream, Royal Shakespeare Theatre)
- 2008: Verlorene Liebesmüh (Love’s Labour’s Lost, Novello Theatre)
- 2009: Sudden Loss of Dignity.com (The Bush Theatre)
- 2011: A Mad World
- 2015: The Ruling Class (Trafalgar Studios)
- 2018: Home, I’m Darling (Royal National Theatre)